# كاوارو (غرمسار كرمان)
کاوارو (بالفارسية: کاوارو) هي منطقة سكنية تقع في إيران في قسم مردهك الریفي.